# 아틸라 작전
아틸라 작전은 제2차 세계 대전 중 나치 독일이 1940년 휴전협정 후 수립된 비시 프랑스의 통치 지역까지 점령하려던 계획이었다. 이 계획은 프랑스가 다시 연합군 측에 서거나 연합군이 남프랑스를 위협할 경우를 상정하여 1940년에 수립되었다.
이 작전은 1942년의 안톤 작전(Case Anton)과는 별개 계획이었다. 아틸라 작전은 실행된 적이 없지만, 이탈리아군을 포함한 안톤 작전은 미국-영국 연합군의 북아프리카 상륙 작전인 횃불 작전(Operation Torch)에 맞대응의 의미로 1942년 11월 11일 실시되었다.
이 아틸라 작전이 1942년의 안톤 작전과 다른 점은 이탈리아군 없이 독일 단독으로 점령 임무를 수행하려 했다는 것과, 결국 실행에 옮겨지지는 않았다는 점이다.

## 같이 보기
- 남프랑스 상륙전 (드라군 작전)
- 요하네스 블라스코비츠
- 릴라 작전
- 비시 프랑스